# Живак, Ранко
Ранко Живак (серб. Ранко Живак, род. 25 ноября 1964, Кониц, СФРЮ) — югославский и сербский военачальник, командующий Военно-воздушными силами и войсками противовоздушной обороны Сербии в 2009—2018 годах, генерал-майор сербской армии.

## Образование
- Средняя военная школа (окончил в 1983 году)
- Академия военно-воздушных сил (окончил в 1987 году)
- Командно-штабное обучение (окончил в 2002 году)
- Обучение в генеральном штабе (окончил в 2008 году)

## Должности
- Пилот (1987—1991)
- Командир 1-го авиационного округа и инструктор полётов (1991—1998)
- Ведущий пилот (1998—2002)
- Начальник сектора в Военно-воздушном опытном центре (2002—2006)
- Начальник Военно-воздушного опытного центра (2006)
- Начальник отдела в Управлении по планированию и разработке Генерального штаба Вооружённых сил Сербии (2006—2008)
- Помощник командира по поддержке в Объединённом оперативном командовании (2008—2009)

## Личная жизнь
Женат, есть двое детей.